# Kellár F. János Immánuel
Kellár F. János Immánuel (Budapest, 1984. március 14. –) író-költő, nemzetközi borszakértő, az Európai Borlovagrend Lovagja (a Szentendrei Lovagi Szék vezetője), a Csevej kulturális-művészeti-karitatív műsor alapítója és házigazdája, művészettörténész, előadóművész, a Gizella-díj alapítója, a Jóra Való Törekvés Alapítvány igazgatója Törőcsik Marival, illetve számos szervezet tagja-munkatársa.

## Családja
Anyai nagyapja Fodor János (1917–2001) „1956-os Emlékérem” díjjal (posztumusz, 2013) kitüntetett '56-os volt. Édesapja Kellár János (1955–) meteorológus-festőművész, édesanyja Fodor Gizella (1953–) Téka-díjas (2004), Pomáz Közművelődéséért díjas (2007), Pomáz Város Civil Társadalmáért díjas (2009) könyvtárigazgató, művelődésszervező, a szentendrei Gizella-díj névadója.
Kellár F. János Immánuel családfáját az 1700-as évekig felkutatta.

## Életrajz
Ha mindent megteszünk egy-egy olyan dologért, amiben hiszünk, akkor az siker, győzelem, cél! A megvalósulás már pusztán külcsín-formalitás

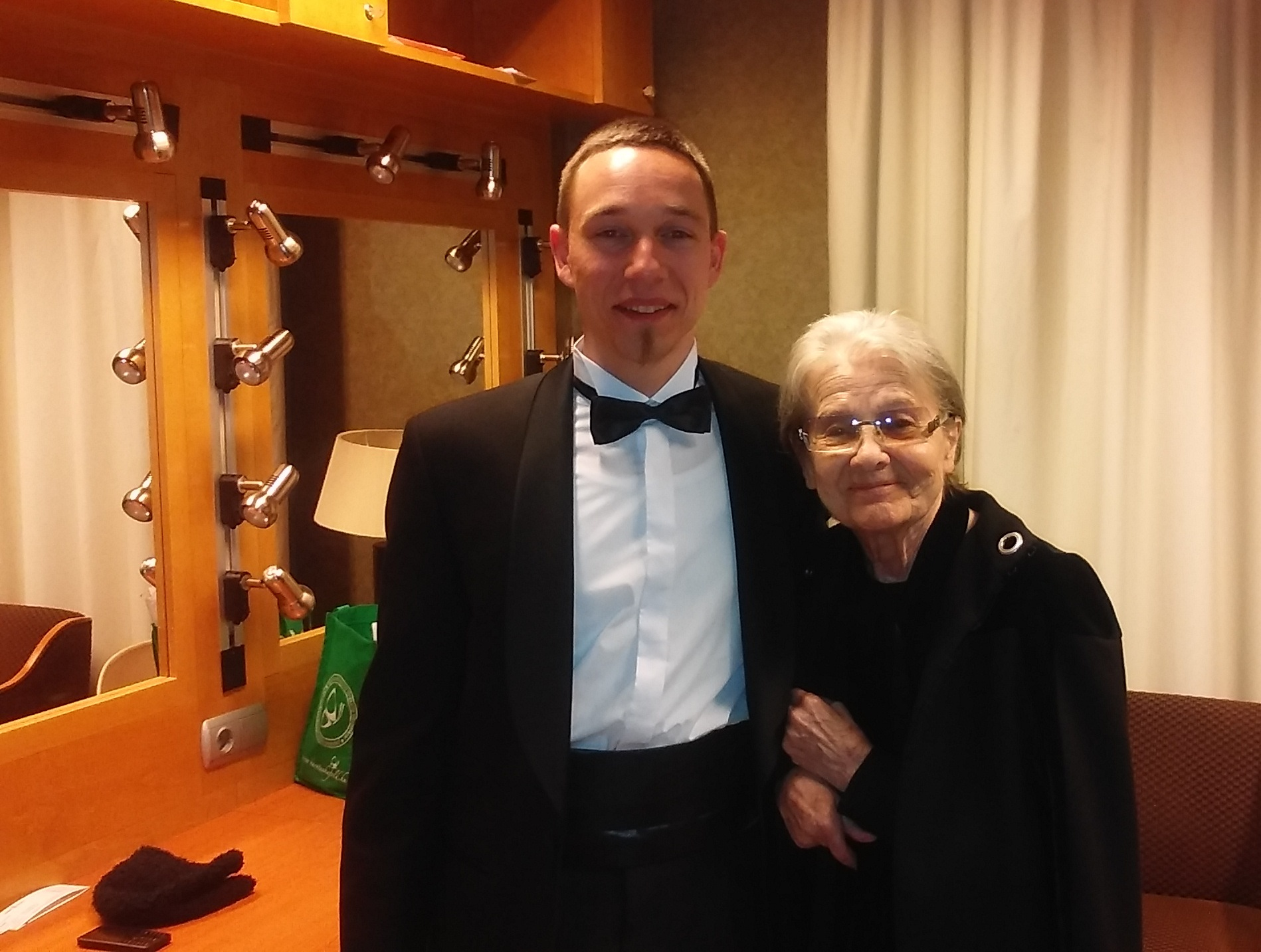
Kellár F. János Immánuel és Törőcsik Mari a fellépés után (2016)

Budapesten született, de gyermekkorától Szentendrén él. Vendéglátó-idegenforgalmi szakérettségi után vendéglátói üzletvezetői tanfolyamot végez, majd a Bols Mixer Akadémián, nemzetközi mixer diplomát szerez. Üzletvezetőként, később tulajdonosként vezetője volt a Gyöngyszem kávézónak, s üzemeltetője a P&P póker és jazz klubnak Szentendrén. Később megalapítja saját egyesületét a „Rajzolj nekem egy bárányt". 2004-ben megjelenik első önálló kötete a 7508 nap után. 2007-ben Vándorlásaim címmel novelláskötete jelenik meg melynek ajánlását - többek között - Bánffy György színművész írta. 2012-ben Üzenet a távolból, 2013-ban Itt vagyok címmel verseskötetei jelennek meg. Számos antológiai megjelenés mellett 2010-től művészeti rovatvezető a Szentendrei Kurírban. Nemzetközi borszakértői diplomát szerez, miután sikeresen elvégzi a  Wine & Spirit Education Trust alap, közép és felsőfokát. Eközben az Európai Borlovagrend lovagjává avatták Tokajban, 2012-től a Tudományos Tanács választott tagja 6 évre szóló mandátummal, 2013. szeptember 1-től a Szentendrei Lovagi Szék elnöke és vezetője. 2010-től évente több tucat borverseny és borfesztivál felkért zsűritagja, szűri vezetője, előadója, illetve a Simonfay Borkúria (Tokaj) ügyvezető igazgatója. 2013-ban művészettörténet-filozófia szakon kitűnő eredménnyel, dicsérettel szerez diplomát a  Tomori Pál Főiskolán. Számos alapítvány és egyesület munkatársa és segítője (Mosolygó Kórház Alapítvány, Keresztszülők a Moldvai Csángómagyarokért Egyesület stb.).
2011-től saját versszínházi társulatával világirodalmi és hazai versekkel és prózákkal lép fel országhatáron belül és kívül egyaránt. A színpadi produkciókhoz összekötőszövegeket is ír. Ezen kívül kiállítás megnyitókat, kulturális előadásokat is rendszeresen tart. A VI. Független Irodalmi Napok felkért műsorvezetője és meghívott írója volt 2011-ben. Szintén 2011-ben az Andrássy úti Művészi Advent házigazdája. Számos televíziós műsor vendégművésze. Montázs néven negyedéves zenés irodalmi estet vezet Szentendrén. Borászati területen oktat. 2010-től Csevej Immánuel névvel kulturális, művészeti, karitatív havi estet vezet, a regionális újságok és televíziók előtt.
2013-ban alapítója a Gizella-díj nak, mely a szentendrei általános iskolás korosztály humanizmusát, természetszeretetét, becsületességét, nemességét, önzetlenségét, jóságát hivatott értékelni.
2011-ben Az Év Országos Önkéntese díjra jelölték, 2012-ben a „Jó Embert Keresünk” jelöltje.
Természetvédelmi és önkéntességi szószóló.
2013-ban megházasodott, felesége Kellár-Paróczai Nikolett. 2016-ban Civil-díjjal, 2017-ben Spangár-díjjal tüntették ki. 2016-tól a Jóra Való Törekvés Alapítvány igazgatója, Törőcsik Marival vezetve a szervezetet. 2017-ben fia született, Kellár Kristóf Immánuel.

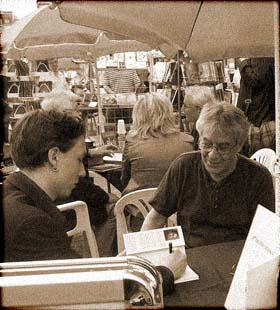
Kellár F. János Immánuel új kötetét dedikálja Cseh Tamásnak az Ünnepi Könyvhéten 2007-ben

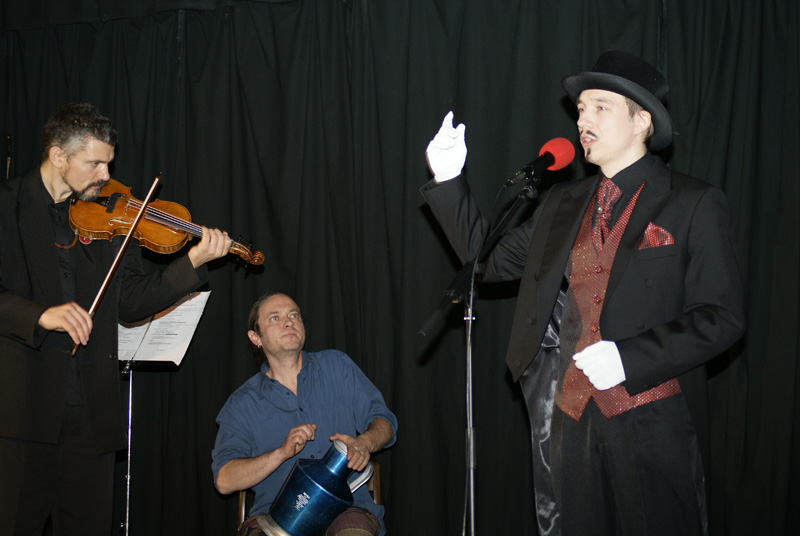
A Mutatvány című darabban 2011-ben

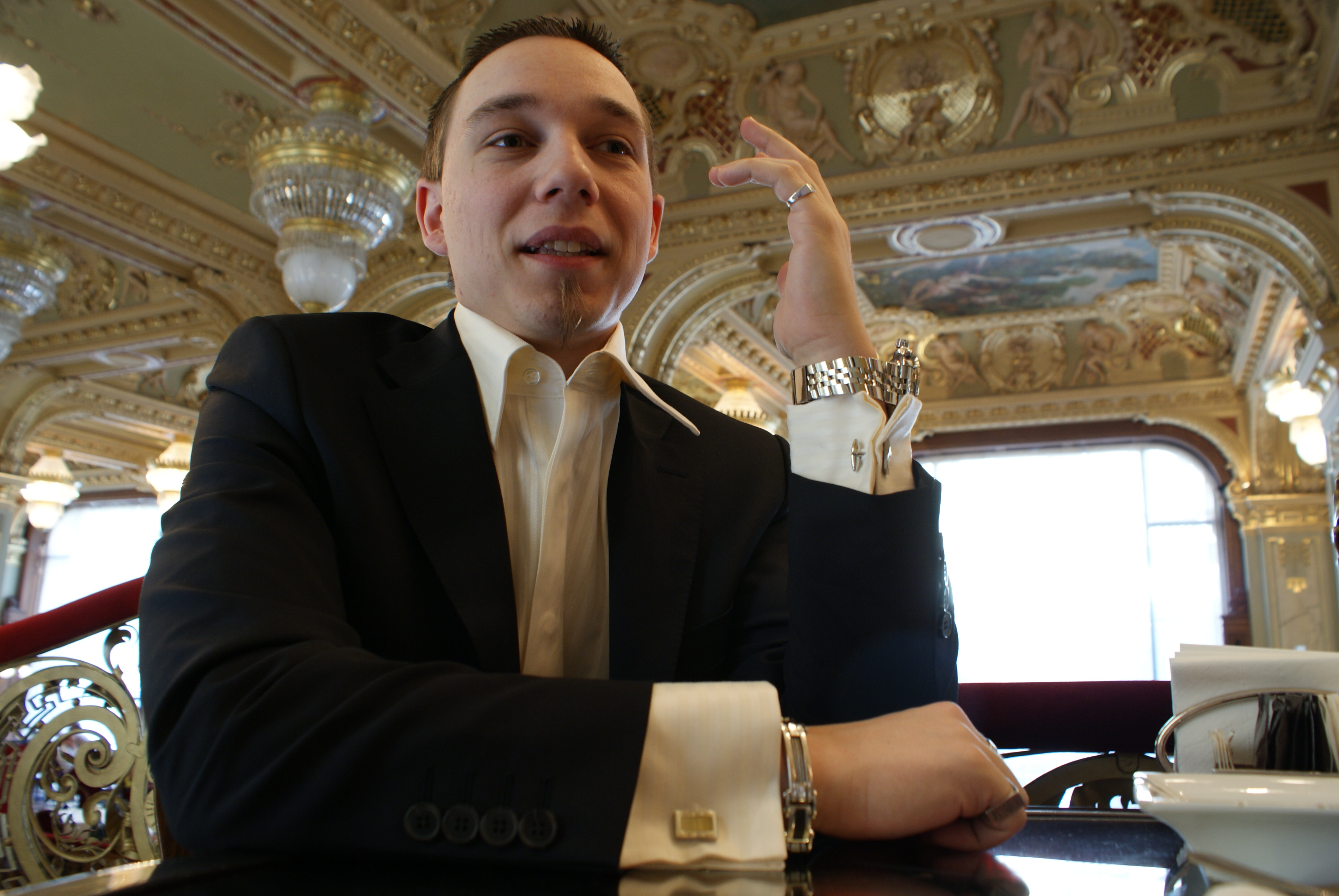
Kellár F. János Immánuel a New York Kávéházban készült riport alkalmával 2011-ben

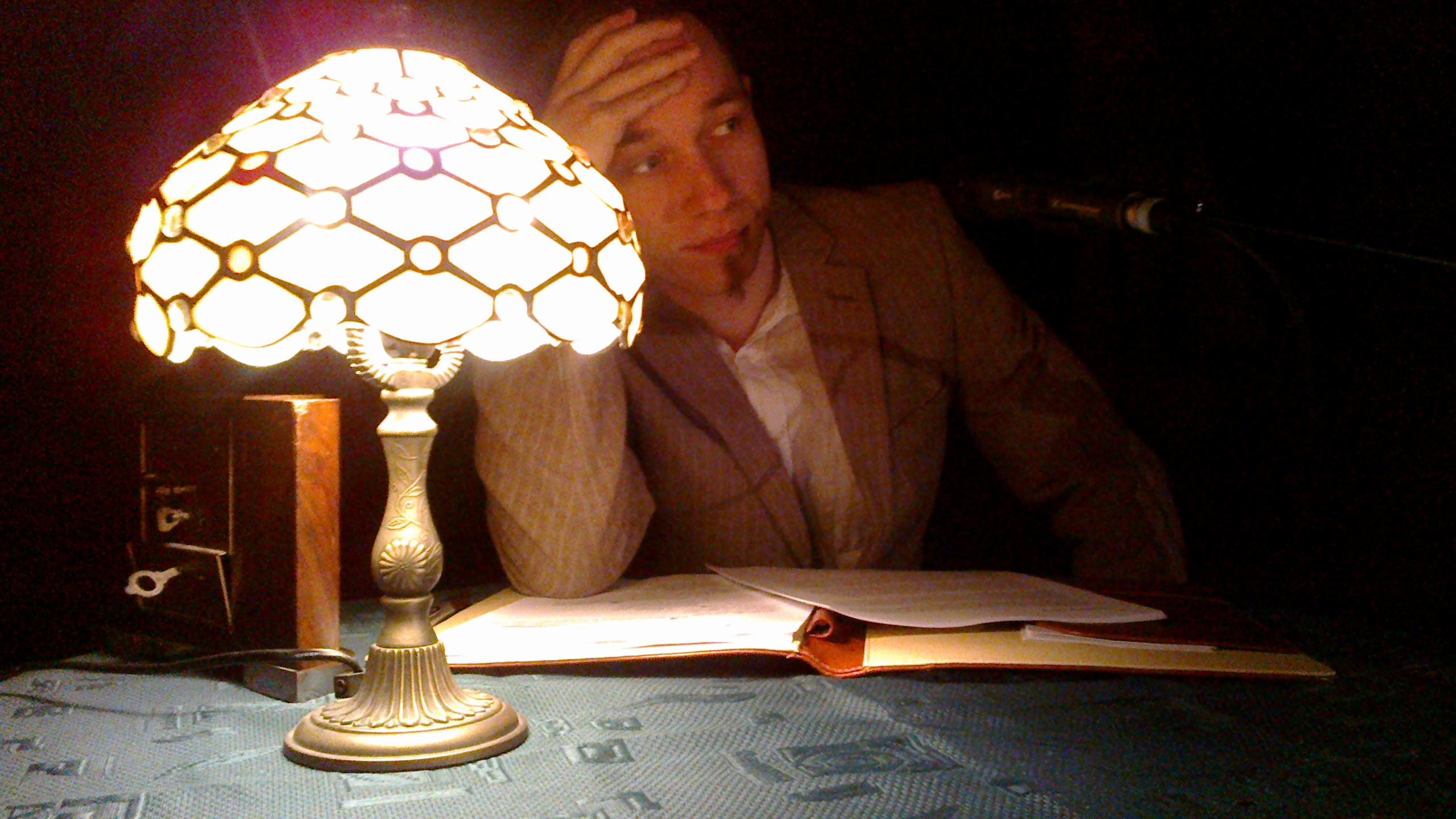
Kellár F. János Immánuel Ady szerepében, A föltámadás szomorúsága c. darabban 2012-ben

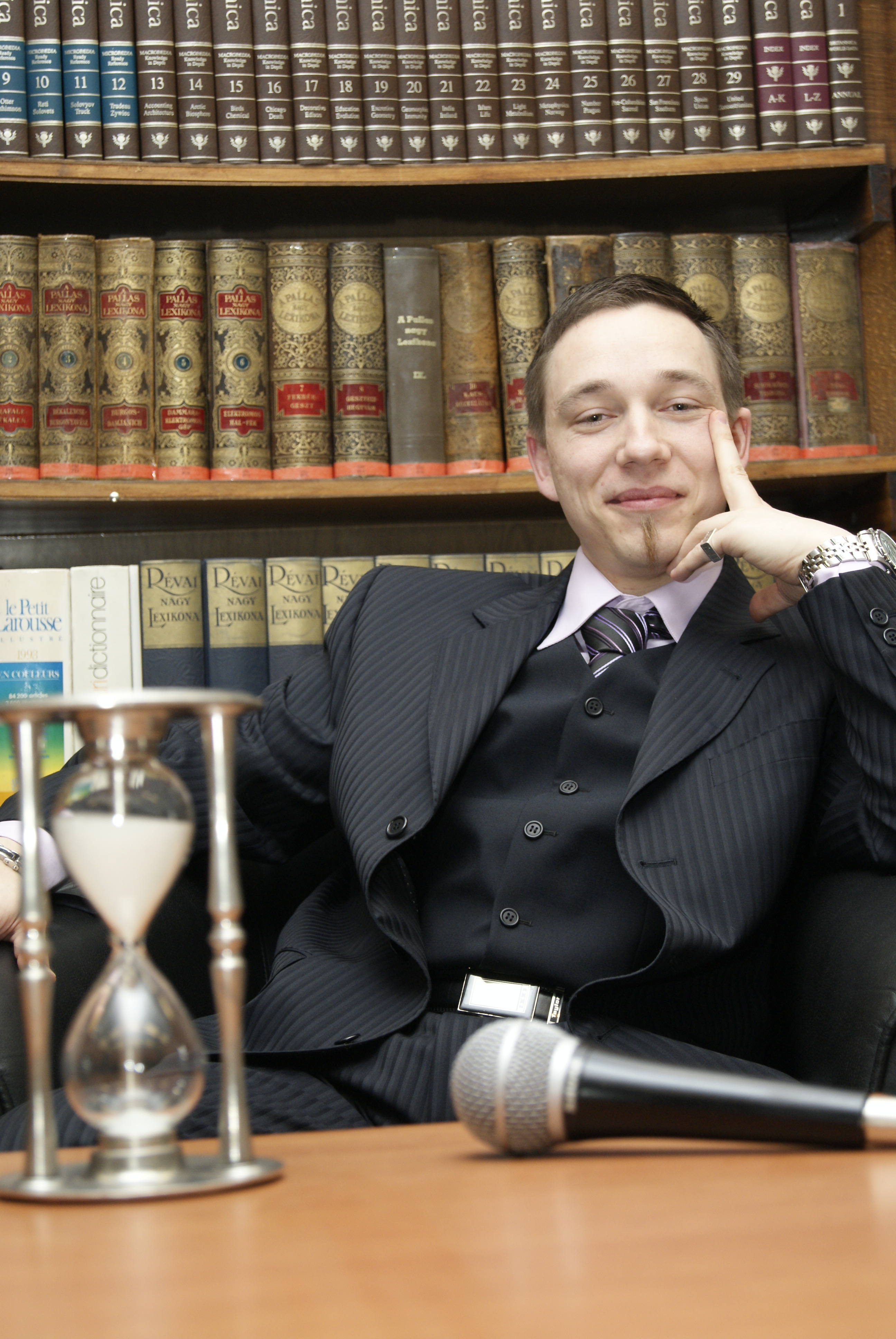
A Csevej estek alapítója és házigazdája Kellár F. János Immánuel (2012)

Egyre inkább úgy vélem, hogy egy mosoly és egy őszinte szó adhatja a legtöbb erőt és kitartást, és ez már önmagában is siker.

## Művei

### Önálló Könyvek
- 7508 nap után, Filozófiai könyv, Unisher kiadó (2004), Budapest, 126 old.
- Vándorlásaim, Novellák-intuíciók, Accordia kiadó (2007), Budapest, 139 old.
- Üzenet a távolból, Verseskötet, Aposztróf kiadó (2012), Budapest, 63 old.
- Itt vagyok, Verseskötet, Littera Nova kiadó (2013), Budapest, 53 old.

### Antológiák
- Irodalmi és Képzőművészeti Kalendárium, Versek-prózák, I.R., (2011), Miskolc
- 10 éves az Irodalmi Rádió, Versek-prózák, I.R., (2011), Miskolc
- Helyszűke, Novellák-Prózák, A Jászberényi Új Színházért Alapítvány (2012), Budapest
- Szó-kincs, Versek-prózák, Aposztróf kiadó (2012), Budapest
- Magyar Hallgatói Antológia, Verseskötet, VEHA., (2013), Veszprém
- Lelkek kicsi sugarai, Versek-prózák, I.R., (2013), Miskolc

### Tanulmányok
- Az irodalmi közmegegyezésen túl; Ady létharcának jelene s jövője, szubjektív szemmel, objektív értékelve, TDK dolgozat, (2010), Kalocsa
- A Szentendrei Művésztelep kialakulása és hatása a XXI. században, Diplomamunka, (2012), Kalocsa
- Az unalom "szinonimái" , filozófiai tanulmány, (2012), Budapest-Kalocsa
- Csángóföld, szociológiai és kulturális tanulmányok, (2012-2013), Szentendre

### Saját rovatok
- Művészet, Szentendrei Kurír (2010–), Budapest
- Irodalom, Természeti Kalendárium, (2007–), Szentendre

## Díjai és kitüntetései
- Civil-díj (2016)
- Spangár-díj (2017)

## Róla írták
- Bokor Tamás: Csevej egy örökmozgó ötletgyárossal, Szentendre és Vidéke, (2010)
- Kolos Emőke: "Aki verset mond, annak költővé kell növekednie", Szentendre és Vidéke, (2010)
- Nagy Erzsébet: Szemtől-szemben, Szentendrei Kurír, (2011)
- Dunakanyari és Pilisi Önkormányzatok Többcélú Kistérségi Társulása: Művészeti ki-kicsoda, (2011)
- K.F.B.: Nagy interjú Kellár F. János Immánuellel, www.kellar.hu, www.csevej.eu, (2011)
- Konczek József: Kellár F. János Immánuel verseskötéről, Szentendrei Kurír, (2012)
- Nagy Erzsébet Sz.K.: Szentendrén találkoztunk Kellár F. János Immánuellel, Szentendrei Kurír (címlap), (2012)
- Kempf Károly: Művészet és Mámor Szentendrén, Szentendre és Vidéke, (2013)
- Média Unió: Jó Embert Keresünk, www.joembertkeresunk.hu, (2013)
- Prof. Dr. Magyari Beck István: Kellár F. János Immánuel írásairól, www.kellar.hu, (2013)
- N.A.-Sz.K.: Negyedik évadja Csevej, Kellár F. János Immánuellel, Szentendrei Kurír Online, (2013)

## Tagságai
- Az Oltalomb karitatív kezdeményezés fővédnöke (2010–)
- A Mosolygó Kórház Alapítvány művésze (2010–)
- Skandalum Versszínház (2010–)
- A Tudományos Tanács tagja (6 évre szóló mandátummal) (2012–)
- Az Európai Borlovagrend Lovagja (2010–), a Szentendrei Lovagi Szék vezetője (2013–)
- A Keresztszülők a Moldvai Csángó Magyarokért Egyesület tagja (2012–)

## Írásai az alábbi idegen nyelveken is megjelentek
- angol, francia, japán, orosz